# 球迷奇遇記 (李克勤歌曲)
球迷奇遇記是香港男歌手李克勤於1998年推出的粵語歌曲（包含少量華語歌詞），由李克勤及江港生作曲，李克勤填詞，收錄於同年出版的個人專輯《李克勤'98新曲+精選》內。此歌為香港無綫電視翡翠台播映1998年國際足協世界盃期間的節目主題曲。

## 創作與製作

### 背景
1990年代後期，因所屬唱片公司藝能動音重組，李克勤正處於音樂事業的低潮期，發表的作品甚少。於是他將工作重心轉移至無綫電視的劇集與節目演出。1998年無綫電視準備播映國際足協世界盃，熱愛足球的李克勤被挑選為節目主持之一，並負責創作及演唱節目主題曲，即此歌球迷奇遇記。

### 曲詞
球迷奇遇記時長3分31秒，以
拍的C大調創作，每分鐘145拍，由李克勤及江港生負責作曲，李克勤填詞，江港生編曲及監製。
歌詞大部分為粵語，但開首重覆多次華語歌詞「起來」，被認為是出於中華人民共和國國歌義勇軍進行曲的首句「起來」。
歌詞中有一段饒舌詞，取材自當時多位足球球星，包括「朗拿度」（朗拿度）、「施丹」（薛尼丁·施丹）、「施文」（大衛·施文）、「華達拉馬」（卡洛斯·華達拉馬）的髮型；「碧咸」（大衛·碧咸）與英國女子音樂組合辣妹合唱團成員維多利亞的戀情；「卡路士」（羅拔圖·卡路士）的罰球射術；「柏金」（丹尼斯·柏金）的飛機恐懼症；「巴治奧」（羅拔圖·巴治奧）落選意大利國家足球隊。

### 歌名源流
歌名球迷奇遇記並非原創，此名可追溯至李錦昌:132及伍木蘭:65演唱的同名粵曲，以及1957年法國電影Le Triporteur（英語譯名為《The Football Fiend》）於1960年在香港上映時亦譯為《球迷奇遇記》。
「球迷奇遇記」一語在數十年間，亦時被香港傳媒、作家用於形容足球場、足球壇上的奇特事件或意想不到的賽果，以至足球以外的運動。

## 迴響
此歌在香港被視為十分經典的世界盃主題曲，歌詞例如「起來　起來　起來　起來　今晚大家不想去街」、「睇波一家大細最興奮　過癮在各自變咗對頭人」（看球一家老少最興奮，有趣的是大家變成了敵對球迷）、「場場場面偉大　腳腳腳法古怪　人人人浪最High」，深入民心。此歌的成功讓李克勤的音樂事業重見起色，他於2002年及2006年國際足協世界盃繼續為無綫電視創作及演唱節目主題曲Victory及我着十號，兩歌都是受注目之作。

### 評價
研究粵語流行曲的學者朱耀偉及梁偉詩，讚賞歌詞開首巧妙地以本來嚴肅的「起來」一詞配搭較輕鬆的「睇波鞋」（留意球星穿什麼球鞋）等語；詞句有趣，例如「即使三更半夜無得訓　即使三個眼袋仍甘心」（即使熬夜不能入睡，即使眼袋有三重仍甘心），又加入了球場觀眾席上常見的口語「噓」；「懶理你是有錢或窮人」一句寫出了足球不論貧富，廣受各階層歡迎的特點。整體來說歌詞鋪排頗具心思，亦能配合世界盃的嘉年華氣氛。娛樂節目主持人查小欣亦稱此歌玩味十足。

### 爭議
2018至2020年期間香港特區政府推動訂立《國歌條例》（俗稱國歌法），禁止篡改國歌義勇軍進行曲的歌詞或曲譜。當時球迷奇遇記是其中一首被懷疑有觸犯該法例之嫌的舊歌，時任政制及內地事務局局長聶德權曾表示他認為此歌是獨立創作，不算改編國歌。2020年該法例正式生效前，此歌成為了香港政府文件所舉出的不違法例子之一。

## 備註
1. ↑  按《金碟鐵盒珍藏系列：李克勤》專輯收錄之版本。
2. ↑  當時接近香港回歸一周年。
3. ↑  因應演唱場合及時間轉變，歌詞曾衍生多版略有不同的版本。最初在無綫電視翡翠台的世界盃節目及相關MV版本中，緊接「巴治奧唔入選就唔應該」的一句是宣傳味十足的「睇波就梗係睇翡翠台」（觀看球賽當然是看翡翠台），但在發行版本則改為呼應羅拔圖·巴治奧落選國家隊的「等多四年咪要好耐」[7]（多等四年就太久了吧）。而在2003年李克勤與譚詠麟合作的「左麟右李」演唱會中，因應五年後足球圈的變化，「等多四年咪要好耐」的前一句又改為「中國隊唔入波就唔應該」（指中國國家足球隊在2002年國際足協世界盃決賽周一球不入），對大衛·碧咸的戀情描述亦變為已誕下兩胎，對其餘球星的描述亦多有變化。
4. ↑  據說出自《幻境新歌》系列（香港日佔時期至戰後一段時期，資源匱乏而出現一種簡單的男女對唱表演形式，由冼幹持所創[9]:168[10]），1950年代曾灌錄唱片，而香港電台收藏的唱片版本則是1963年[9]:65,132。